# Южный Парк (11-й сезон)
Одиннадцатый сезон американского анимационного телесериала «Южный Парк» впервые транслировался в США на телеканале Comedy Central с 7 марта по 14 ноября 2007 года.

## Актёрский состав
- Трей Паркер — Стэн Марш / Эрик Картман / Рэнди Марш / мистер Гаррисон / Клайд Донован / мистер Маки / Стивен Стотч / Джимми Волмер
- Мэтт Стоун — Кайл Брофловски / Кенни Маккормик / Баттерс Стотч / Джеральд Брофловски / Стюарт Маккормик / Крэйг Такер / Джимбо Керн / Иисус
- Эйприл Стюарт — Лиэн Картман / Шелли Марш / Шерон Марш / мэр Мэкдэниэлс / Венди Тестабургер / директриса Виктория
- Мона Маршалл — Шейла Брофловски / Линда Стотч

## Эпизоды
| № общий | № в сезоне | Название                                                             | Режиссёр    | Автор сценария | Дата премьеры   | Произв. код | Зрители США (млн) |
| --- | ---------- | -------------------------------------------------------------------- | ----------- | -------------- | --------------- | ----------- | ----------------- |
| 154 | 1          | «Извинения перед Джесси Джексоном» «With Apologies to Jesse Jackson» | Трей Паркер | Трей Паркер    | 7 марта 2007    | 1101        | 2.80              |
| Рэнди Марш произносит слово «ниггер» в прямом эфире. В то время, как жители Южного Парка борются с нетерпимостью, Картман дерётся с карликом.                                                      |            |                                                                      |             |                |                 |             |                   |
| 155 | 2          | «Картман сосёт» «Cartman Sucks»                                      | Трей Паркер | Трей Паркер    | 14 марта 2007   | 1102        | N/A               |
| Баттерс попадает в христианский лагерь для детей-гомосексуалистов. Картман обвиняет Кайла в краже компрометирующей фотографии.                                                                     |            |                                                                      |             |                |                 |             |                   |
| 156 | 3          | «Вшивые приключения» «Lice Capades»                                  | Трей Паркер | Трей Паркер    | 21 марта 2007   | 1103        | 3.10              |
| У кого-то из школьников завелись вши. Миссис Гаррисон отказывается говорить, у кого они завелись, но Картман находит способ выяснить это.                                                          |            |                                                                      |             |                |                 |             |                   |
| 157 | 4          | «Мандомба» «The Snuke»                                               | Трей Паркер | Трей Паркер    | 28 марта 2007   | 1104        | 3.20              |
| Хиллари Клинтон приезжает в Южный Парк в рамках своей предвыборной кампании. Картман расследует террористический заговор. Пародия на телесериал «24 часа».                                         |            |                                                                      |             |                |                 |             |                   |
| 158 | 5          | «Чудесная пасхальная история» «Fantastic Easter Special»             | Трей Паркер | Трей Паркер    | 4 апреля 2007   | 1105        | 3.00              |
| Стэн ищет корни пасхальных традиций и узнаёт страшную тайну, к которой причастны его отец, лидеры католической церкви и Иисус, решивший опять воскреснуть.                                         |            |                                                                      |             |                |                 |             |                   |
| 159 | 6          | «D-Yikes!»                                                           | Трей Паркер | Трей Паркер    | 11 апреля 2007  | 1106        | N/A               |
| Миссис Гаррисон, разочаровавшись в мужчинах, становится лесбиянкой, после чего активно защищает лесбийский клуб от персов. Пародия на фильм «300 спартанцев».                                      |            |                                                                      |             |                |                 |             |                   |
| 160 | 7          | «Ночь живых бомжей» «Night of the Living Homeless»                   | Трей Паркер | Трей Паркер    | 18 апреля 2007  | 1107        | N/A               |
| На улицах города становится всё больше бомжей. Друзья стараются решить эту проблему раз и навсегда.                                                                                                |            |                                                                      |             |                |                 |             |                   |
| 161 | 8          | «Le Petit Tourette»                                                  | Трей Паркер | Трей Паркер    | 3 октября 2007  | 1108        | N/A               |
| Эрик Картман случайно узнаёт, что людям с синдромом Туретта можно публично браниться, и решает этим воспользоваться. Кайл пытается доказать, что Эрик жульничает.                                  |            |                                                                      |             |                |                 |             |                   |
| 162 | 9          | «Больше дерьма» «More Crap»                                          | Трей Паркер | Трей Паркер    | 10 октября 2007 | 1109        | N/A               |
| Рэнди Марш после долгого запора порождает экскременты огромных размеров, и восхищённые друзья советуют ему зафиксировать рекорд через Книгу рекордов Гиннесса. Однако у Рэнди появляется соперник. |            |                                                                      |             |                |                 |             |                   |
| 163 | 10         | «Воображляндия» «Imaginationland Episode I»                          | Трей Паркер | Трей Паркер    | 17 октября 2007 | 1110        | 3.40              |
| Картман клянётся, что видел лепрекона. Кайл ему не верит и соглашается пососать яйца Картману, если тот окажется прав. Идея взята из фильмов «Звёздная пыль» и «Чернильное сердце».                |            |                                                                      |             |                |                 |             |                   |
| 164 | 11         | «Воображляндия, эпизод II» «Imaginationland Episode II»              | Трей Паркер | Трей Паркер    | 24 октября 2007 | 1111        | 3.60              |
| Правительство пытается с помощью Стэна и Кайла попасть в Воображляндию. Тем временем там захватывают власть злые персонажи.                                                                        |            |                                                                      |             |                |                 |             |                   |
| 165 | 12         | «Воображляндия, эпизод III» «Imaginationland Episode III»            | Трей Паркер | Трей Паркер    | 31 октября 2007 | 1112        | 3.90              |
| Баттерсу предстоит осознать, какой силой он обладает в Воображляндии. Картман продолжает попытки заставить Кайла пососать свои яйца.                                                               |            |                                                                      |             |                |                 |             |                   |
| 166 | 13         | «Guitar Queer-o»                                                     | Трей Паркер | Трей Паркер    | 7 ноября 2007   | 1113        | 4.00              |
| Стэн и Кайл увлекаются игрой «Guitar Hero». У них появляется менеджер, однако его условием становится заменить Кайла на лучшего игрока.                                                            |            |                                                                      |             |                |                 |             |                   |
| 167 | 14         | «Список» «The List»                                                  | Трей Паркер | Трей Паркер    | 14 ноября 2007  | 1114        | N/A               |
| Девочки четвёртого класса составляют секретный список с рейтингом всех мальчиков. Когда мальчики всё-таки видят список, они поражаются неожиданным результатам.                                    |            |                                                                      |             |                |                 |             |                   |